# Limni Plastira
Limni Plastira (gr. Δήμος Λίμνης Πλαστήρα, Dimos Limnis Plastira) – gmina w Grecji, w administracji zdecentralizowanej Tesalia-Grecja Środkowa, w regionie Tesalia, w jednostce regionalnej Karditsa. W 2011 roku liczyła 4635 mieszkańców. Powstała 1 stycznia 2011 roku w wyniku połączenia dotychczasowych gmin Newropoli Agrafon i Plastira. Siedzibą gminy jest Morfowuni.